# Espaço social
Espaço social é um conceito utilizado por Jean-Claude Passeron em seu livro O raciocínio sociológico. O espaço social surge em oposição ao espaço cartesiano, no qual é possível encontrar qualquer objeto através de sua localização em coordenadas dadas e fixas. Já no espaço social, a localização que se pretende é a dos agentes sociais; localizá-los envolve não um sistema de coordenadas, mas um sistema de identidades e de volume da acumulação de capital(is) simbólico(s). Esta mesma acumulação distingue o agente social no espaço social, permitindo assim localizá-lo em relação a outros agentes sociais, qual o volume de acúmulo de capital realizado por estes, quais suas prováveis estratégias de ação e qual sua trajetória no campo.
Trata de um conceito de operacionalidade perceptível nas obras de Pierre Bourdieu, que, apesar de não utilizá-lo diretamente, orienta-se por esta abordagem dos agentes sociais e das relações de poder que estabelecem entre si. Dado que Jean-Claude Passeron foi colaborador de Pierre Bourdieu, suas obras visaram embasar a epistemologia das abordagens de Pierre Bourdieu e de seus diversos colaboradores (lista extensa, apresentada na obra A Miséria do Mundo, sob organização de Bourdieu).